# Wyrwa (nazwisko)
Wyrwa – polskie nazwisko. Na początku lat 90. XX wieku w Polsce nosiły je 1858 osoby, według nowszych, internetowych danych noszą je 1973 osoby. Nazwisko pochodzi od słowa wyrwać i jest najbardziej rozpowszechnione w zachodniej środkowej i południowej środkowej Polsce.

## Znane osoby noszące to nazwisko
- Andrzej Marek Wyrwa (ur. 1955) – polski historyk i archeolog;
- Ireneusz Wyrwa (ur. 1975) – polski organista
- Józef Wyrwa (1898–1970) – dowódca partyzancki;
- Małgorzata Trzaskalik-Wyrwa (ur. 1978) – polska organistka, konserwatorka i wykładowczyni;
- Tadeusz Wyrwa (1926–2010) – polski historyk i pisarz emigracyjny;
- Tadeusz Wyrwa-Krzyżański (ur. 1947) – polski poeta, pisarz, krytyk literacki i grafik;
- Ulrich Wyrwa (ur. 1954) – niemiecki historyk;
- Walenty Wyrwa (1914–2010) – polski kronikarz.